# Vegetia
Vegetia é um gênero de mariposa pertencente à família Bombycidae.